# Luc Loubaki
Luc Loubaki, né le 20 janvier 1997 à Pontoise dans le Val-d'Oise, est un joueur français de basket-ball professionnel évoluant principalement au poste d'arrière.

## Biographie
Loubaki commence le basket-ball à l'Entente Cergy Osny Pontoise Basket-Ball où il joue durant ses années de poussins et benjamins.
Ensuite, il passe deux ans au Paris-Levallois pour ses deux années de minimes.
Il part ensuite à l'INSEP où il passe ses trois années de cadets et joue plusieurs matches en Nationale 1.
Le 13 avril 2013, il participe au Jordan Brand Classic de Barcelone et termine la rencontre, que son équipe remporte 76 à 72, avec 10 points à 4/8 (2/3 à 3 points), 2 passes, 2 interceptions et 1 rebond en 28 minutes.
Le 9 juillet 2015, il signe à l'Orléans Loiret Basket.
En avril 2016, il est élu second meilleur espoir du championnat de France de basket-ball, derrière Frank Ntilikina.
Le 25 avril 2016, il annonce sa candidature pour la draft 2016 de la NBA, mais retire son nom peu après afin de tenter sa chance l'année suivante.
En juillet 2017, Loubaki rompt son contrat avec Orléans et rejoint l'AS Monaco où il signe un contrat d'un an.
En juillet 2021, il rejoint le Boulazac Basket Dordogne, club français de seconde division.

## Sélection nationale
En août 2013, Loubaki participe au championnat d'Europe des 16 ans et moins où la France atteint la 5e place.
À l'été 2015, Loubaki participe au championnat d'Europe des 18 ans et moins où la France atteint la 6e place.

## Statistiques
| Saison    | Équipe         | Matchs | Titul. | Min./m | % Tir | % 3pts | % LF | Rbds/m. | Pass/m. | Int/m. | Ctr/m. | Pts/m. |
| --------- | -------------- | ------ | ------ | ------ | ----- | ------ | ---- | ------- | ------- | ------ | ------ | ------ |
| 2012-2013 | Centre fédéral | 5      | 0      | 4,9    | 62,5  | 50,0   | 0,0  | 0,20    | 0,20    | 0,00   | 0,00   | 2,40   |
| 2013-2014 | Centre fédéral | 28     | 11     | 24,1   | 33,3  | 15,9   | 72,6 | 2,61    | 1,68    | 1,36   | 0,18   | 8,64   |
| 2014-2015 | Centre fédéral | 22     | 17     | 27,5   | 39,1  | 19,0   | 69,1 | 2,36    | 2,09    | 1,77   | 0,45   | 9,68   |
| 2015-2016 | Orléans        | 33     | 2      | 10,2   | 47,8  | 40,9   | 51,6 | 1,33    | 0,55    | 0,55   | 0,12   | 2,76   |

## Palmarès
- 2018 : Leaders Cup 2018
- 2014 : sélectionné et Capitaine en équipe de France U17 (8e au championnat du Monde)
- 2013 : sélectionné en équipe de France Cadets (5e au championnat d’Europe)